# Федяева, Татьяна Степановна
Федя́ева  Татья́на Степа́новна — советская и российская журналистка, автор и ведущая радиопрограмм «Российская провинция» и «Народный интерес». Директор Фонда правовой и социальной защиты журналистов при Союзе журналистов России. Председатель Гильдии журналистов, пишущих о местном самоуправлении (Россия). Советник председателя Союза журналистов России.

## Биография
В 1971 г. окончила Барнаульский государственный педагогический институт, в 1980 - Алтайский государственный университет, в 1982 году - факультет журналистики ВПШ (Новосибирск). В журналистике с 1978 года. 19 декабря 1999 баллотировалась в Государственную Думу 3-го созыва по калужскому одномандатному избирательному округу №86 и набрала 5.43% голосов. 24 ноября 2000 года была избрана депутатом Районного собрания г. Таруса в муниципальном образовании «Тарусский район». С апреля 2003 создаёт программы «Российская провинция» и  «Народный интерес». В качестве автора сотрудничает с журналами «Журналист», «Сельская новь», «Журналистика и медиарынок», «Крестьянка» и др. Член Союза журналистов с 1982 г. Проводит семинары и мастер-классы.

## Организации и должности
- Фонд правовой и социальной защиты журналистов Союза журналистов России — директор
- Центра творческих программ при Союзе журналистов России — директор
- Ассоциация городских и районных СМИ Союза журналистов России — директор межрегиональных программ
- Гильдия журналистов, пишущих о местном самоуправлении (Россия) — председатель
- Всероссийский конкурс СМИ «Власть народная» — координатор, председатель оргкомитета [12][13]
- Фонд развития информационной политики — руководитель пилотных проектов
- Тарусская организация женщин — председатель
- Совет по местному самоуправлению при председателе Совета Федерации С. Миронове
- ККОД «Лига граждан с чистой совестью» — председатель.[14]
- Редакционный совет портала yogo.ru
- Союз российских городов — руководитель информационно-аналитической службы

## Радиопрограммы
- «Народный интерес» — программа посвящена широкому кругу злободневных вопросов: экология городов, проблемы реформирования ЖКХ, химическая и ядерная безопасность, новое в науке и технике, прогнозы последствий принятия того или иного закона - обо всем этом и многом другом говорят приглашаемые на передачу политики, ученые, общественные деятели, писатели, депутаты разных уровней. Передачи идут в прямом эфире.
- «Российская провинция» — в программе принимают участие руководители исполнительных и представительных органов, лидеры общественных организаций, работники учреждений образования, культуры, журналисты и т.д. из всех регионов страны. Задача: показать жизнь малых и средних городов, сел и деревень во всем её разнообразии. Передачи идут в прямом эфире.

## Награды и звания
- 2007 — Победитель регионального конкурса СМИ «Якутия: вчера, сегодня, завтра» в номинации «Не якутяне о Якутии».[15]

## Некоторые конференции и общественные мероприятия
- 2004 — Конференция «Гендерные проблемы в СМИ» в рамках ежегодной конференции на факультете журналистики МГУ.[16]
- 2005 — Семинар «Проблемы освещения в СМИ реформы местного самоуправления».[17]
- 2006 — Поддержка голодающих в г. Ясногорске.[18]
- 2006 — Конференция «Всероссийское совещание редакторов районных и городских газет "Информационный повод - созидание!"».[19]
- 2007 — Собрание Союза городов Центра и Северо-Запада России.[20]
- 2008 — Семинар «СМИ и власть»[21]
- 2008 — Конференция «Журналистика и медиа-рынок Поволжья», доклад «Региональные СМИ, особенности положения».[22]
- 2009 — Круглый стол «Здоровые граждане – здоровые города и села. Табачная эпидемия в России – настоящее и будущее. Что могут сделать регионы» (Алтайский край).[23]
- 2010 — Посещение голодающих на Манежной площади в Москве балкарцев из села Базнеги Черекского района Кабардино-Балкарии.[24]
- 2010 — «Выступление представителей общественных организаций в Московском областном суде по делу «Ф.А.К.Э.Л.-П.О.Р.Т.О.С.а».[25]
- 2010 — Конференция «Женское движение в России: вчера, сегодня, завтра», Москва, 26 февраля.[26]
- 2010 — Семинар-тренинг для журналистов «Табачная эпидемия в России. Роль СМИ в информационной войне».[27]